# 1998 في كرواتيا
فيما يلي قوائم الأحداث التي وقعت خلال عام 1998 في كرواتيا.

## رياضة
- 1 يناير – كرواتيا في كأس العالم 1998

## مواليد

### يناير
- 21 يناير – بورنا سوسا لاعب كرة قدم كرواتي.[1]

### فبراير
- 15 فبراير – فينكو سولدو لاعب كرة قدم كرواتي.[2]

### أبريل
- 24 أبريل – ميتا بلتيكوسيتش لاعبة كرة يد كرواتية.

### يونيو
- 1 يونيو – برانيمير كالايكا لاعب كرة قدم كرواتي.[3]
- 23 يونيو – جوسيب بريكالو لاعب كرة قدم كرواتي.[4]

## وفيات

### يوليو
- 27 يوليو – زلاتكو كايكوفسكي (مواليد 1923) لاعب كرة قدم كرواتي.